# Roland Garros 2001
De 100e editie van het Franse grandslamtoernooi, Roland Garros 2001, werd gehouden van maandag 28 mei tot en met zondag 10 juni 2001. Voor de vrouwen was het de 94e editie. Het toernooi werd gespeeld in het Roland-Garrosstadion in het 16e arrondissement van Parijs.

## Belangrijkste uitslagen
Mannenenkelspel

Finale: Gustavo Kuerten (Brazilië) won van Àlex Corretja (Spanje) met 63-7, 7-5, 6-2, 6-0
Vrouwenenkelspel

Finale: Jennifer Capriati (VS) won van Kim Clijsters (België) met 1-6, 6-4, 12-10
- Clijsters was de eerste Belgische finalist op een grandslamtoernooi.

Mannendubbelspel

Finale: Mahesh Bhupathi (India) en Leander Paes (India) wonnen van Petr Pála (Tsjechië) en Pavel Vízner (Tsjechië) met 7-6, 6-3
Vrouwendubbelspel

Finale: Virginia Ruano Pascual (Spanje) en Paola Suárez (Argentinië) wonnen van Jelena Dokić (Joegoslavië) en Conchita Martínez (Spanje) met 6-2, 6-1
Gemengd dubbelspel

Finale: Virginia Ruano Pascual (Spanje) en Tomás Carbonell (Spanje) wonnen van Paola Suárez (Argentinië) en Jaime Oncins (Brazilië) met 7-5, 6-3
Meisjesenkelspel

Finale: Kaia Kanepi (Estland) won van Svetlana Koeznetsova (Rusland) met 6-3, 1-6, 6-2
Meisjesdubbelspel

Finale: Petra Cetkovská (Tsjechië) en Renata Voráčová (Tsjechië) wonnen van Neyssa Etienne (Haïti) en Annette Kolb (Duitsland) met 6-3, 3-6, 6-3
Jongensenkelspel

Finale: Carlos Cuadrado (Spanje) won van Brian Dabul (Argentinië) met 6-1, 6-0
Jongensdubbelspel

Finale: Alejandro Falla (Colombia) en Carlos Salamanca (Colombia) wonnen van Markus Bayer (Duitsland) en Philipp Petzschner (Duitsland) met 3-6, 7-5, 6-4
1891 · 1892 · 1893 · 1894 · 1895 · 1896 · 1897 · 1898 · 1899 · 1900 · 1901 · 1902 · 1903 · 1904 · 1905 · 1906 · 1907 · 1908 · 1909 · 1910 · 1911 · 1912 · 1913 · 1914 · 1915–1919 · 1920 · 1921 · 1922 · 1923 · 1924 · 1925 · 1926 · 1927 · 1928 · 1929 · 1930 · 1931 · 1932 · 1933 · 1934 · 1935 · 1936 · 1937 · 1938 · 1939 · 1940–1945 · 1946 · 1947 · 1948 · 1949 · 1950 · 1951 · 1952 · 1953 · 1954 · 1955 · 1956 · 1957 · 1958 · 1959 · 1960 · 1961 · 1962 · 1963 · 1964 · 1965 · 1966 · 1967
↓ open tijdperk ↓
1968 (m-v-md-vd-gd) · 1969 (m-v-md-vd-gd) · 1970 (m-v-md-vd-gd) · 1971 (m-v-md-vd-gd) · 1972 (m-v-md-vd-gd) · 1973 (m-v-md-vd-gd) · 1974 (m-v-md-vd-gd) · 1975 (m-v-md-vd-gd) · 1976 (m-v-md-vd-gd) · 1977 (m-v-md-vd-gd) · 1978 (m-v-md-vd-gd) · 1979 (m-v-md-vd-gd) · 1980 (m-v-md-vd-gd) · 1981 (m-v-md-vd-gd) · 1982 (m-v-md-vd-gd) · 1983 (m-v-md-vd-gd) · 1984 (m-v-md-vd-gd) · 1985 (m-v-md-vd-gd) · 1986 (m-v-md-vd-gd) · 1987 (m-v-md-vd-gd) · 1988 (m-v-md-vd-gd) · 1989 (m-v-md-vd-gd) · 1990 (m-v-md-vd-gd) · 1991 (m-v-md-vd-gd) · 1992 (m-v-md-vd-gd) · 1993 (m-v-md-vd-gd) · 1994 (m-v-md-vd-gd) · 1995 (m-v-md-vd-gd) · 1996 (m-v-md-vd-gd) · 1997 (m-v-md-vd-gd) · 1998 (m-v-md-vd-gd) · 1999 (m-v-md-vd-gd) · 2000 (m-v-md-vd-gd) · 2001 (m-v-md-vd-gd) · 2002 (m-v-md-vd-gd) · 2003 (m-v-md-vd-gd) · 2004 (m-v-md-vd-gd) · 2005 (m-v-md-vd-gd) · 2006 (m-v-md-vd-gd) · 2007 (m-v-md-vd-gd) · 2008 (m-v-md-vd-gd) · 2009 (m-v-md-vd-gd) · 2010 (m-v-md-vd-gd) · 2011 (m-v-md-vd-gd) · 2012 (m-v-md-vd-gd) · 2013 (m-v-md-vd-gd) · 2014 (m-v-md-vd-gd) · 2015 (m-v-md-vd-gd) · 2016 (m-v-md-vd-gd) · 2017 (m-v-md-vd-gd) · 2018 (m-v-md-vd-gd) · 2019 (m-v-md-vd-gd) · 2020 (m-v-md-vd) · 2021 (m-v-md-vd-gd) · 2022 (m-v-md-vd-gd) · 2023 (m-v-md-vd-gd) · 2024 (m-v-md-vd-gd)
Lijst van Roland Garroswinnaars